# Mandy Islacker
Mandy Islacker (Essen, 1988. augusztus 8. –) német női válogatott labdarúgó, az 1. FC Köln játékosa.

## Pályafutása

### Klubcsapatban
2004. szeptember 5-én debütált az FCR 2001 Duisburg csapatában a VfL Wolfsburg elleni bajnoki mérkőzésen. 2006 és 2010 között megfordult az SGS Essen, a Bayern München csapataiban, majd visszatért Duisburgba. A 2013–14-es szezont a BV Cloppenburg csapatánál töltötte. 22 mérkőzésen lépett pályára és ezeken a találkozókon 12 gólt szerzett. 2014. június 30-án bejelentette, hogy az 1. FFC Frankfurt csapatába igazolt. 2017 nyarán visszatért a Bayern München együtteséhez.

### A válogatottban
A 2016-os Olimpián két mérkőzésen lépett pályára és aranyérmesként távozott a válogatottal. A 2017-es női labdarúgó-Európa-bajnokságon is részt vett, ahol csoportgyőztesként jutottak tovább és a negyeddöntőben a későbbi döntős dán női labdarúgó-válogatott ellen 2–1-re kikaptak.

## Sikerei, díjai

### Klub
- 1. FFC Frankfurt
  - UEFA Női Bajnokok Ligája: 2014–15

### Válogatott
- Németország
  - Olimpiai aranyérmes: 2016[12]

### Egyéni
- Bundesliga gólkirály: 2015–16, 2016–17

## Család
Nagyapja, Franz Islacker egyszeres német labdarúgó-válogatott labdarúgó. Apja, Frank Islacker szintén labdarúgó.